# Internet der Dinge

Das Internet der Dinge

Das Internet der Dinge (IdD) (auch: „Allesnetz“; englisch Internet of Things, Kurzform: IoT) ist ein Sammelbegriff für Technologien einer globalen Infrastruktur der Informationsgesellschaften, die es ermöglicht, physische und virtuelle Objekte miteinander zu vernetzen und sie durch Informations- und Kommunikationstechniken zusammenarbeiten zu lassen.
Mit Technologien des „Internets der Dinge“ implementierte Funktionen erlauben die Interaktion zwischen Menschen und hierüber vernetzten beliebigen elektronischen Systemen sowie zwischen den Systemen an sich. Sie können darüber hinaus auch den Menschen bei seinen Tätigkeiten unterstützen. Die immer kleineren eingebetteten Geräte sollen Menschen unterstützen, ohne abzulenken oder überhaupt aufzufallen. So werden z. B. miniaturisierte Computer mit unterschiedlichen Sensoren direkt in Kleidungsstücke eingearbeitet, sogenannte Wearables.
In seinem Aufsatz von 1991 The Computer for the 21st Century sprach Mark Weiser unter dem Begriff „Ubiquitous Computing“ zum ersten Mal von einer Vision, in der Objekte, die mit Sensoren ausgestattet sind, nahtlos in die Umgebung integriert sind. Dies würde dazu führen, dass der Mensch diese Objekte nicht mehr direkt wahrnehmen kann, sondern diese allgegenwärtig sind.
Das Internet der Dinge bezeichnet die Verknüpfung eindeutig identifizierbarer physischer Objekte (englisch things) mit einer virtuellen Repräsentation in einer Internet-ähnlichen Struktur. Es besteht nicht mehr nur aus menschlichen Teilnehmern, sondern auch aus Dingen. Der Begriff „Internet of Things“ geht auf Kevin Ashton zurück, der ihn 1999 erstmals verwendete. Jedoch ist dies nicht schriftlich dokumentiert. Bekannt wurde das Internet der Dinge durch die Aktivitäten der „Auto-ID Labs“.
Die automatische Identifikation mittels RFID wird oft als Grundlage für das Internet der Dinge angesehen. Allerdings kann diese Technologie nur als ein Vorreiter für das Internet der Dinge gesehen werden, da eine Möglichkeit für die direkte Kommunikation über Internetprotokolle fehlt. Bauteile wie Sensoren und Aktoren erweitern die Funktionalität um die Erfassung von Zuständen bzw. die Ausführung von Aktionen. Erweiterte Definitionen zum Internet der Dinge betonen die Zugehörigkeit zum zukünftigen Internet (auch englisch Future Internet) sowie die Abgrenzung von verwandten Forschungsthemen.

## Zielsetzung
Ziel des Internets der Dinge ist es, automatisch relevante Informationen aus der realen Welt zu erfassen, miteinander zu verknüpfen und im Netzwerk verfügbar zu machen. Dieser Informationsbedarf besteht, weil in der realen Welt Dinge einen bestimmten Zustand haben (z. B. „Luft ist kalt“, „Druckertoner ist voll“), die Information über diesen Zustand im Netzwerk jedoch nicht verfügbar ist. Dieser Bedarf an Information wird auch als Informationslücke bezeichnet. Ziel ist also, dass viele reale Dinge die eigenen Zustandsinformationen für die Weiterverarbeitung im Netzwerk zur Verfügung stellen. Solche Zustandsinformationen können Informationen über die aktuelle Nutzung, über Alterung, aber auch über besondere Umweltbedingungen an dem Ort des Teilnehmers sein. Sie können sowohl zur Verbesserung der Nutzbarkeit des Teilnehmers selbst (Früherkennung von Wartung oder Austausch etc.) als auch zur Verbesserung der Situation des umgebenden Bereiches ausgewertet werden. So kann z. B. die Reduktion des Energieaufwandes zur Heizung oder Kühlung an eine Vielzahl von Informationen im ganzen Raum oder gar der Wettervorhersage gebunden werden, und so besser wirken als in der Regelinstallation, die mit einem einzelnen Sensor (an häufig ungeeigneter Stelle montiert) auskommen muss (Smart Home Anwendungen). In einem weiteren Schritt können digitale Services als Teil des IoT die Parametrierung und Optimierung von Geräten so erleichtern, dass sie auch dort geschieht, wo sie heute aus Kostengründen nicht stattfindet. Ein Beispiel ist das intelligente Stromnetz, das den Strombedarf für das Laden von Elektrofahrzeugen optimal an die aktuelle und vorhergesagte Erzeugung der nutzbaren Wind- und Solarenergie aufeinander abstimmt und dabei auf eine Vielzahl von IoT-Informationen zugreifen kann, die gar nicht explizit mit dem Stromnetz verknüpft sind.
Wichtige Schritte zu diesem Ziel sind:
- die Standardisierung der Komponenten und Dienste im Internet der Dinge;
- die Einführung einer einfach zugänglichen, sicheren und allgemeinen Netzwerkanbindung, geeignet für alle Geräte mit eingebautem Mikrocontroller;
- die Reduktion der Kosten für in das IoT integrierte Teilnehmer (Gerätekosten, Inbetriebnahmekosten, Anschlusskosten etc.);
- die Entwicklung von kostenarmen, automatisierten (bis hin zu autonomen) digitalen Services im Netzwerk, die den zusätzlichen Nutzen der Vernetzung realisieren.

## Abgrenzung
Das Internet der Dinge unterscheidet sich vom Konzept der ‚Selbststeuerung logistischer Prozesse‘. Selbststeuernde Objekte benötigen nicht zwangsläufig Internet-ähnliche vernetzte Strukturen. Dennoch lassen sich Synergien herstellen, sodass zumindest in der Forschung beide Konzepte gerne verknüpft werden. Weiterhin gibt es Überschneidungen mit Themenfeldern wie Ubiquitous Computing, Pervasive Computing, Industrie 4.0, kognitiven Systemen, dem Internet Protocol, Kommunikationstechnologien, cyber-physischen Systemen, eingebetteten Systemen, Web2.0-Anwendungen, dem Internet (der Menschen) und dem „Intranet“ bzw. „Extranet der Dinge“. Gegenüber den dedizierten Netzwerken der Automationstechnik, welche sich an der für die Lösung der Aufgabe minimalen Ausrüstung orientieren, verfolgt das Konzept des Internets der Dinge den Ansatz, Information so breit wie möglich zur Verfügung zu stellen, damit die Nutzung dieser Information auch für Lösungen jenseits der heute definierten Zielsetzung möglich wird.

## Technologie
Sollen lediglich Informationen von den physischen Repräsentationen der Akteure im Netzwerk abgerufen werden, reicht eine Identifikation beispielsweise mittels RFID oder QR-Code aus. Ein zentrales System kann so die für den Nutzer relevanten Daten aufgearbeitet zur Verfügung stellen, wie es beispielsweise bei der Paketverfolgung im Internet der Fall ist.
Sollen die Akteure allerdings auch selbst Informationen verarbeiten (beispielsweise bei einem Messsystem für Umweltwerte innerhalb einer Stadt), müssen sie mit datenverarbeitender Hardware ausgerüstet werden. Die Anforderungen an solche Hardware sind hohe Zuverlässigkeit und damit einhergehend ein hoher Wartungsaufwand, da eine hohe Ausfallrate Wartungsarbeiten an sehr vielen Geräten, die mitunter räumlich weit auseinander liegen oder schwer zu erreichen sind, nötig macht. Zusätzlich sollte der Energieverbrauch sehr niedrig sein, da die Hardware meistens rund um die Uhr läuft. Ebenfalls müssen die Anschaffungskosten gering sein, um möglichst viele physische Entitäten ausrüsten zu können. Integrierte Lösungen wie zum Beispiel ein System-on-a-Chip erfüllen diese Anforderungen.

### Software
Softwareseitig sollte ein Betriebssystem mit einem extrem niedrigen Speicherverbrauch verwendet werden, das einen Netzwerkstack zur Kommunikation zur Verfügung stellt. Projekte wie Contiki bieten diese Vorteile und sind auf vielen handelsüblichen Mikrocontrollerarchitekturen lauffähig.
Weitere IoT Betriebssysteme sind:
- Windows 10 IoT[14]
- Android Things[15]
- Arm Mbed OS[16]
- Zephyr[17]
- TinyOS[18]
- RIOT[19]

Heute vorhandene Technologievarianten für den IoT-Anschluss eines Geräts unterteilen sich in Hardware-Komponenten (wie COM Controller-Chip oder Smart Modules), Protokoll-Stacks (u. a. für Basisprotokolle des Internets sowie IoT-spezifische Middleware) und Cloud-basierte IoT-Plattformen zur Bildung virtueller Gerätenetze.

### Kommunikation
Je nach Anwendungsfall kommen folgende Kommunikationstechnologien in Betracht:
- drahtgebundene Kommunikation über Ethernet oder Powerline Communication
- Funkverfahren im Nahbereich
  - Bluetooth
  - Near Field Communication (NFC) und RFID-Verfahren
  - Wireless Local Area Network (WLAN)
- Funkverfahren im Weitbereich
  - Low Power Wide Area Network
  - Very Small Aperture Terminal (VSAT) für Kommunikation mit geostationären Satelliten
  - 5G-Mobilfunkstandard unter Verwendung von Narrowband[21]

Vor allem die Funkverfahren im Weitbereich über Satelliten im Low Earth Orbit (LEO) mit 5G-Standard erweitern das IoT-Anwendungsspektrum für die globale Abdeckung bei geringem Energieverbrauch. IoT-Geräte können bei Bedarf automatisch von Mobilfunk- auf Satellitenkommunikation umschalten, ohne dass der Nutzer dies bemerkt. Kostengünstige kommerzielle Geräte (unter 5 Euro) werden vielfältige Möglichkeiten für massive IoT in abgelegenen Gebieten eröffnen.

### Energieverbrauch
Die Internationale Energieagentur (IEA) ermittelte in einer Studie, dass Geräte aus dem Bereich des Internets der Dinge 2013 rund 616 Terawattstunden (TWh) an Energie verbraucht hätten, von denen etwa 400 TWh verschwendet worden seien. Die Steuersysteme mit ihrer permanenten Internetverbindung würden demnach selbst die Energie verbrauchen, die sie zuvor durch intelligentes Energiemanagement eingespart hätten.
2017 berechnete die IEA, dass die Digitalisierung, einschließlich intelligenter Thermostate und intelligenter Beleuchtung, den Gesamtenergieverbrauch in Wohn- und Geschäftsgebäuden zwischen 2017 und 2040 um bis zu 10 % im Vergleich zum zentralen Szenario senken könnte. Vorhersage, Messung und Überwachung der Energieleistung von Gebäuden in Echtzeit, so dass Verbraucher, Gebäudemanager, Netzbetreiber und andere Beteiligte feststellen können, wo und wann Wartungsarbeiten erforderlich sind, wann Investitionen nicht die erwartete Leistung erbringen oder wo Energieeinsparungen möglich sind. All diese Vorteile könnten mit begrenzten Energiekosten realisiert werden, da aktive Steuerungen im Jahr 2040 voraussichtlich nur 275 TWh verbrauchen werden, weit weniger als die 4650 TWh, die sie im selben Jahr potenziell einsparen könnten.

## Datenerfassung und Datenschutz
Da die „Dinge“ Daten erfassen, speichern und untereinander austauschen, sammeln sie auch Daten über ihre Nutzer und Anwender. Diese können interessant für Wirtschaftsunternehmen, Staaten oder Organisationen sein, sodass sie einen Zugriff darauf anstreben könnten. Deren Interessen stimmen jedoch oft nicht mit denen der Nutzer überein. Daher ist die Wahrung der Souveränität über das Persönlichkeits- oder Kundenprofil der Nutzer ein entscheidendes Anliegen des Datenschutzes.

### Sicherheitsmaßnahmen
Die Sicherungsmechanismen im Umfeld des Internets der Dinge sind keineswegs exklusive Mechanismen, die nur in diesem Bereich vorzufinden sind. Es handelt sich eher um die Anwendung verschiedener Maßnahmen auf der Software- und Netzwerkebene, um Informationssicherheit zu gewährleisten. Die Schutzmaßnahmen können Zugriffe von außen auf die eingebundenen Geräte verhindern.
Eine generelle Schutzmaßnahme ist zum Beispiel die Wahl eines sicheren Passworts. Das Bundesamt für Sicherheit in der Informationstechnik empfiehlt die UPnP-Funktion bei Routern zu deaktivieren, um zu verhindern, dass Geräte im Rahmen von Botnets für Denial-of-Service-Attacken missbraucht werden können.
Um Zugriffe von außerhalb zu verhindern, gibt es verschiedene Möglichkeiten, zum Beispiel den offenen Standard Trusted Network Connect und Mutual Authentication:
- Mutual Authentication: In einer Netzwerkumgebung können sich Geräte untereinander mit Zertifikaten authentifizieren und somit eine vertrauenswürdige Kommunikation gewährleisten. Dies wird durch eine hybride Verschlüsselung und durch Zertifikate realisiert.
- Trusted Network Connect: Neben der Authentifizierung unter Geräten ist es ebenfalls möglich, alle Zugriffe innerhalb eines Netzwerks zu analysieren und somit die Sicherheit zu erhöhen. Dies ist ein offener Standard, der von der Trusted Network Group entwickelt wurde. Dafür werden zwei Instanzen implementiert: der „Policy Enforcement Point“ (PEP) und der „Policy Decision Point“ (PDP). Der PEP legt die Richtlinien für Zugänge zum Netzwerk fest und kann gegebenenfalls Nutzern Zugriffsrechte entziehen und diese aus dem Netzwerk ausschließen. Je nach der Art der Authentifizierung des Nutzers darf dieser Zugriff auf Geräte, Server und Daten haben. Der PDP trifft die Autorisierungsentscheidungen für sich und für andere Systemeinheiten, wie zum Beispiel für den PEP. Möchte ein Nutzer eine Ressource des Netzwerks nutzen, sendet der PEP dessen Nutzerattribute und den gewünschten Nutzerzugriff über das IF-PEP-Protokoll (RFC 5792[30]) zum PDP. Dieser entscheidet anhand der Nutzerattribute, ob der Nutzer berechtigt ist oder nicht, und sendet dies dem PEP. Der PEP wird nun nach festgelegten Regeln den Zugriff erlauben, verbieten oder den Nutzer sperren.

Teilweise ermöglichen IoT-Geräte jedoch neue Angriffsvektoren, die zuvor nicht bzw. nicht in dieser Form möglich waren. Beispielsweise, weil dadurch Geräte vernetzt werden, die vorher nicht digital angreifbar waren.
Eine Forschergruppe von der Universität Waterloo wies so beispielsweise 2020 auf eine Sicherheitslücke in Wi-Fi-Netzwerken hin, die sie 2022 mithilfe einer handelsüblichen Drohne ausnutzten, um die Position von smarten Geräte in einem Haus innerhalb von Sekunden auszuspähen. Eine besondere Gefährdung geht auch von Geräten aus, die zur Absicherung eingesetzt werden. Ein konkretes Beispiel sind Funk-Türschlösser: Im August 2022 wurde eine Sicherheitslücke in den HomeTec Pro Geräten des Herstellers Abus bekannt. Unbefugte konnten dadurch Zugang zur Wohnung erhalten, ohne Einbruchsspuren zu hinterlassen. Die Stiftung Warentest warnte, dass Versicherungen die Zahlung bei Einbrüchen verweigern können, wenn solche Geräte trotz bekannter Sicherheitslücken weiterhin verwendet werden. Entgegen dem Hersteller sieht das BSI einen Hackerangriff als durchaus wahrscheinlich an, sie vergeben die zweithöchste Risikostufe. In diesem konkreten Fall weigert sich der Hersteller jedoch, fehlerhafte Geräte zu tauschen, selbst wenn die Kunden dies explizit anfragen. Betroffenen bleibt somit nur, sich regelmäßig über die Sicherheitslage ihrer Produkte zu informieren sowie das Schloss auf eigene Kosten zu ersetzen.

### Kritik
Besonders im Bereich der Botnetze und smarten Autos stößt das Internet der Dinge auf Kritik. Ein aktueller IoT-Report in der führenden Cloud-Security zeigt auf, dass vor allem unautorisierte Geräte von Mitarbeitern die Sicherheit in einem Betrieb gefährden können. Zu solchen Geräten zählen digitale Heimassistenten, TV-Set-Top-Boxen, IP-Kameras, Smart-Home-Geräte, Smart-TVs, Smartwatches und Multimedia-Systeme in Fahrzeugen.
Ein weiterer Kritikpunkt ist, dass immer die Möglichkeit besteht, dass Technik oder Internetverbindungen ausfallen können. Der Mensch wird immer abhängiger von den neuen Techniken, was dazu führt, dass so ein Ausfall schwerwiegende Folgen haben kann. Wenn man beispielsweise einen Sensor am Auto betrachtet, welcher dafür zuständig ist, den Reifendruck zu überprüfen, kann ein Ausfall dieses Sensors lebensgefährliche Unfälle verursachen.
Ebenso ist bekannt, dass im Fokus der Malware-Familien besonders die USA, Großbritannien, Russland, die Niederlande und Malaysia bedroht sind. Folglich müssen sich die IT-Abteilungen in Betrieben zum einen dieser bestehenden Gefahr bewusst werden und derartige Geräte folglich in ein separates Netz verlagern oder ein Web-Gateway in Betracht ziehen, um Zugriffe auf externe Netzwerke zu beschränken. Zu den typischen ersten Sicherheitsmaßnahmen ist die Änderung der standardisierten Anmeldedaten und die Anwendung regelmäßiger Sicherheits- und Firmware-Updates zu nennen.
Shoshana Zuboff sieht u. a. im Internet der Dinge die Gefahr eines Überwachungskapitalismus und eine neue Form von Macht, die sie Instrumentarismus nennt, bei der menschliches Verhalten im Sinne anderer erkannt und geformt wird.
Zuboff warnt davor, dass auch der Staat Zugriff auf die Daten aus dem Internet der Dinge möchte und bereits hat. Sie führt dafür eine Reihe von Beispielen an. Der Direktor der nationalen Nachrichtendienste James R. Clapper sagte 2016 vor dem amerikanischen Kongress, die Nachrichtendienste müssen das Internet der Dinge zur Überwachung ausnutzen, um sich Zugang zu „Netzwerken oder Nutzerinformationen“ zu verschaffen. Laut einem Forschungsbericht des Berkman Center for Internet and Society werde das Internet der Dinge staatlichen Akteuren Echtzeitzugang zu aufgezeichneter Kommunikation ermöglichen.
Aber auch das generelle Thema Datenschutz ist ein wichtiger Kritikpunkt des IoT. Es werden durch Sensoren und anderen Techniken ständig Informationen und Daten gesammelt, welche nicht transparent und kontrollierbar verwendet werden können. Es ist wichtig diesem Datenschutz nachzugehen und Maßnahmen zu ergreifen, die die Daten der Nutzer kontrolliert und transparent verwalten.

## Beispiele
Als frühestes Beispiel für ein Internet of Things wird die Erfassung eines Getränkeautomaten an der Carnegie Mellon University beschrieben. Um unnötige weite Wege zum Getränkeautomaten zu vermeiden, programmierten Universitätsangehörige 1982 ein Programm, das anzeigte, ob der Automat gefüllt war und wann das passiert war. Dabei nutzten sie das Arpanet, einen Vorläufer des heutigen Internets.
In der Anwendung reicht oft der Einsatz weniger technischer Komponenten und Funktionen im Internet der Dinge aus.
- Paketverfolgung über das Internet – Paketdienstleister bieten dem Paketempfänger die Möglichkeit, seine Sendung im Transportprozess zu verfolgen. Hierzu wird an den jeweiligen Transportstationen über Strichcodes oder 2D-Codes eine eindeutige Identifikation der Sendung vorgenommen und der aktuelle Status automatisch an eine Zentrale übertragen. Dieser Status kann vom Paketempfänger über eine entsprechende Webseite abgelesen werden.
- Nachbestellung von Druckerpatronen – Der Drucker identifiziert seine Druckerpatronen mittels Chiptechnologie und überwacht so deren Füllstand. Unterschreitet der Füllstand eine vordefinierte Grenze, fordert der Drucker den Anwender zur Nachbestellung über die Herstellerwebseite auf.

In beiden Beispielen erfolgen eine eindeutige Identifikation und die Verknüpfung zu einer entsprechenden Internetseite, außerdem ist jeweils die menschliche Interaktion notwendig. Das Internet der Dinge soll jedoch ebenso die direkte rechnergestützte Informationsverarbeitung ermöglichen. Komplexere Anwendungen beinhalten zusätzlich Internet-basierte Verzeichnisdienste sowie die Wahlmöglichkeit zwischen unterschiedlichen Diensten.
- Im elektronischen Handel gibt es auch die Möglichkeit, Bestellungen manuell etwa mittels Dash-Button bei Amazon.com auszulösen. Daneben betreiben unter anderem Die Schweizerische Post wie auch Valora ähnliche Systeme mit einer Bestellfunktion.[41]
- Weiter eignet sich das Internet der Dinge auch für Umweltbeobachtungen, wie z. B. zur Messung der Luftqualität. In der Schweiz wird so die Kohlenstoffdioxid-Konzentration an 300 Messstationen gemessen. Die Daten des Sensornetzes werden dabei über das Low Power Wide Area Network der Swisscom in eine Cloud übertragen.[42]
- Das Internet der Dinge ist die Basis für Anwendungen in einer „Smart City“. Beispielsweise entsteht im Abwasserkanal das Gas H2S. Neben seinem unangenehmen Geruch reizt das Gas die Schleimhäute, sorgt für Korrosion und greift den Beton an. Teure Sanierungsarbeiten des Kanals und Aufgrabungen sind die Folge. Das Internet der Dinge ermöglicht es die Konzentration des Gases in der Umgebungsluft laufend zu messen und automatisiert mittels Dosiersteuerungen Gegenmaßnahmen einzuleiten.
- Heizungssteuerung mittels Mobilfunk-Apps – aus der Ferne kann mittels Gebäudeautomation die Heizwirkung der Anlage gesteuert und mittels spezifischer Programme geregelt werden. In der Regel geschieht dies über eine proprietär Smart Home online Plattform des jeweiligen Herstellers. Zu den Smart Home Anwendungen zählen auch die Vernetzung von Haustechnik und Haushaltsgeräten (zum Beispiel Lichtquellen, Jalousien, Heizung, aber auch Herd, Kühlschrank und Waschmaschine). Erweitert wurde das Konzept auch auf die Vernetzung von Komponenten der Unterhaltungselektronik (etwa die zentrale Speicherung und heimweite Nutzung von Video- und Audio-Inhalten).
- Ein weiteres Beispiel ist das EPCglobal-Netzwerk. Allerdings beschränkt sich die EPCglobal-Architektur bisher auf logistische Anwendungen und stellt somit nur eine Untermenge der Zukunftsvision für das Internet der Dinge dar. RFID dient als Basistechnologie im EPCglobal-Netzwerk, mit der sich die reale Welt in die Informationswelt verlängern lässt, zum Beispiel anhand einer weltweit eindeutigen Identität wie dem Electronic Product Code. Diese Verschmelzung ermöglicht nicht nur das vereinfachte Management von bestehenden Geschäftsprozessen, sondern erlaubt auch die Entstehung von komplett neuen Märkten und Geschäftsmodellen. Mit dem EPCglobal und weiteren standardisierten Komponenten steht bereits heute ein Großteil der entsprechenden Infrastruktur bereit. Die Basisdienste dieser Infrastruktur bauen dabei funktional auf den Grundlagen des Internets auf.
- Das folgende Beispiel soll das Potenzial für künftige Anwendungen deutlich machen. Die Einstellungen eines Bürostuhls (beispielsweise die Position und Federwirkung der Rückenstütze) haben auf die Gesundheit deutlichen Einfluss. Derzeit wird die Anpassung des Stuhls an die Körpereigenschaften des Nutzers vom Nutzer selbst (und weitgehend ohne Fachwissen, daher häufig auch unvorteilhaft) vorgenommen. Ein Experte, der die Einstellungen des Stuhls regelmäßig an die Bedürfnisse des Nutzers anpassen könnte, ist kostspielig. Wird der Stuhl zum Teilnehmer im Internet der Dinge, so ließen sich Messwerte von Sensoren im Stuhl erfassen, vom Hersteller im Rahmen eines kostenarmen Services über das Netzwerk auswerten damit verbesserte Einstellungen am Stuhl (ggf. wieder über das Netz) vornehmen. Die notwendige Betriebsenergie dafür kann aus dem Lastwechsel gewonnen werden.

## Forschung
Die Forschung zum Thema wird seit Jahren von verschiedenen Einrichtungen betrieben. Dabei ist eine stetige thematische Erweiterung der ursprünglichen Vision der Auto-ID Labs zu beobachten. Auf europäischer und deutscher Ebene wurde und wird eine Vielzahl von Forschungsprojekten zum Internet der Dinge gefördert, unter anderem auch zur Verknüpfung von physischen Objekten mit digitalen Gedächtnissen.